# Nico van Miltenburg
Nico van Miltenburg (Amersfoort, januari 1945) is een voormalig Nederlands voetballer en voetbaltrainer. Vanaf 1973 tot 1978 was hij hoofdtrainer bij betaald voetbalclub SC Amersfoort. Naast het avontuur in het betaald voetbal was hij ook assistent-trainer bij FC Twente en hoofdtrainer bij WHC, de jeugd van HVC, SV Huizen, DOVO, SV Spakenburg, DOS Kampen en drie termijnen bij VVZA.

## Erelijst
WHC
| Nationaal       |    |         |
| Tweede klasse D | 1x | 1967/68 |

 SV Huizen
| Nationaal       |    |         |
| Eerste klasse B | 1x | 1970/71 |

 USV Elinkwijk
| Nationaal       |    |         |
| Tweede klasse B | 1x | 1993/94 |